# Both András (színművész)
Both András (Budapest, 1962. december 1. –) magyar színművész, narrátor, szinkronszínész.

## Életpályája
1982–1986 között a Színház- és Filmművészeti Főiskola hallgatója volt. 1986–1989 között a Szegedi Nemzeti Színház tagja volt. 1989-ben a Független Színpad alapító tagja volt, egészen annak megszűnéséig (1993) a társulat tagja maradt. 1998-tól az RTL (2022-ig RTL Klub) csatornahangja (station voice).
Korábban (2003, 2009) két vesetranszplantáción esett át.

## Fontosabb színházi szerepei
- Tybalt (Shakespeare: Rómeó és Júlia)
- Balga (Vörösmarty Mihály: Csongor és Tünde)
- Kreon (Szophoklész: Antigoné)

## Filmes és televíziós szerepei
- A Szórád-ház (1997)
- Szabadság tér 56 (1997)
- Kisváros (1994–2000) ... Képtolvaj / Határőr őrnagy / Kommandós parancsnok
- Komédiások (2000)
- Limonádé (2002)
- A hídember (2002)
- Tűzvonalban (2007) ... Lövészetvezető